# お見合い結婚
『お見合い結婚』（おみあいけっこん）は、2000年1月11日から3月21日までフジテレビ系「火曜9時」枠で放送されたテレビドラマ。主演は松たか子とユースケ・サンタマリア。
キャッチコピーは『「運命の恋」は「運命の出会い」から始まるとは限らない』。

## あらすじ
結婚のために勤務していたキャビンアテンダントを辞めた節子（松たか子）は、退職後に当時付き合っていたヒロシという名の男に逃げられた。その後は仕事もせず、派手に酒を飲み、タバコを吸いまくり、パチンコで時間を過ごす毎日。
一方、大手商社「海山物産」に勤める光太郎（ユースケ・サンタマリア）は、ミラノへの海外赴任の話を聞く。しかし、海外赴任者は必ず妻帯者であることが条件だった。恋人すらいなかった光太郎は、上司の勧めで急遽、節子とお見合いをすることになる。お互いに気乗りのしないお見合いだったが、2人は意外にも運命の糸で結ばれていく。

## キャスト
中谷節子 - 松たか子
元キャビンアテンダント。24歳。恋人に逃げられ失業中であり、趣味のパチンコで過ごす毎日。酒豪であり超愛煙家（1日平均30本以上）である。気が強い性格。
広瀬光太郎 - ユースケ・サンタマリア
「海山物産」勤務の商社マン。27歳。押しに弱く「事なかれ主義」な性格。
大畑純一 - 窪塚洋介
光太郎の職場の後輩。23歳。恭子に強く惹かれていく。
河合ミカ - さとう珠緒
現役キャビンアテンダントで、節子の同期で友人。24歳。節子とルームシェアをしている。大畑に恋心を抱いている。
羽田恭子 - 川原亜矢子
元キャビンアテンダントの容姿端麗でスタイル抜群の人妻。28歳。節子とミカとは、キャビンアテンダント時代の先輩後輩の間柄。大畑とは微妙な関係に。
田沼謙介 - 今井雅之
光太郎の職場の先輩。36歳。ミカに想いを寄せている。
中谷良平 - 田山涼成
節子の父。恐妻家。呉服屋「中谷屋」店主。54歳。
中谷絹枝 - いしだあゆみ
節子の母。49歳。夫を尻に敷き、娘と同じく気が強く、光太郎のことは気に入っている。夫とはお見合い結婚。
中谷育子 - 久我陽子
節子の姉。26歳。夫とはお見合い結婚。
中谷正男 - 酒井敏也
育子の夫。入り婿。35歳。
まゆみ - MIKI
桜庭ら行き付けのキャバクラ「ニューヨーク」のキャバ嬢。22歳。光太郎の事が、大のお気に入り。
桜庭部長 - 清水章吾
「海山物産」で光太郎・大畑・田沼らの上司。53歳。
桜庭陽子 - ジュディ・オング
桜庭部長夫人で、仲人が趣味。51歳。
中村亙 - 加勢大周
医師。25歳。高校時代に一度だけ会った節子と偶然街で再会。当時の節子を初恋の人と慕う。
広瀬里子 - 岩本多代
北海道在住の光太郎の母。55歳。

## スタッフ
- 脚本：吉田紀子
- 音楽：中西俊博
- 演出：木下高男、高橋正秀、鈴木雅之、高丸雅隆
- プロデュース：杉尾敦弘
- 演出補：七高剛
- プロデュース補：柴田圭子、斉藤あや
- 協力：バスク、渋谷ビデオスタジオ
- 制作：フジテレビ第一制作部
- 制作著作：フジテレビ

## 主題歌・オープニング曲
- 主題歌：松たか子「桜の雨、いつか」
- オープニング曲：野猿feat.CA「First impression」

第一話の初回放送では、スタッフロールで「YAEN feat.CA」と表記すべきところを「YEAN feat.CA」と誤記されており、「とんねるずのみなさんのおかげでした」でもこのことが指摘された。第二話以降は正しい表記がなされ、第一話についても再放送以降は訂正されている。なお、オープニング中に主演のユースケが、「サースケ・ユンタマリア」と誤記されたクレジットを自ら訂正する、という演出がなされている。
また、「みなさんのおかげでした」において野猿メンバーの本作ゲスト出演に向けた公開オーディションが行われ、第7話・第8話に挿入された劇中劇「愛のさざなみ」にCA（荒井千佳）、平山晃哉、高久誠司が出演している。

## 放送日程
| 各話                                                         | 放送日        | サブタイトル     | 演出     | 視聴率 |
| ------------------------------------------------------------ | ------------- | ---------------- | -------- | ------ |
| 第一話                                                       | 2000年1月11日 | 「松竹梅」       | 木下高男 | 19.4%  |
| 第二話                                                       | 2000年1月18日 | 「ラブホ」       | 木下高男 | 17.5%  |
| 第三話                                                       | 2000年1月25日 | 「求婚」         | 高橋正秀 | 17.8%  |
| 第四話                                                       | 2000年2月1日  | 「疑惑」         | 木下高男 | 16.5%  |
| 第五話                                                       | 2000年2月8日  | 「もと彼」       | 高橋正秀 | 13.7%  |
| 第六話                                                       | 2000年2月15日 | 「婚前旅行」     | 鈴木雅之 | 16.8%  |
| 第七話                                                       | 2000年2月22日 | 「二股発覚」     | 木下高男 | 16.1%  |
| 第八話                                                       | 2000年2月29日 | 「運命の人」     | 高丸雅隆 | 14.2%  |
| 第九話                                                       | 2000年3月7日  | 「心変わり」     | 木下高男 | 16.4%  |
| 第十話                                                       | 2000年3月14日 | 「すれ違い」     | 高丸雅隆 | 17.9%  |
| 最終話                                                       | 2000年3月21日 | 「ふってあげる」 | 木下高男 | 20.0%  |
| 平均視聴率16.9% 数字は関東地区の視聴率（ビデオリサーチ調べ） |               |                  |          |        |

- 最終話は21時 - 22時14分の20分拡大放送。

## 関連作品
いずれも吉田紀子脚本、杉尾敦弘プロデュースによる作品。
- 成田離婚（1997年）
- できちゃった結婚（2001年）